# Miss Italia 2011
Miss Italia 2011 si è svolta per la prima volta presso il PalaSpecchiasol di Montecatini Terme in due serate: il 18 settembre ed il 19 settembre 2011 ed è stata condotta da Fabrizio Frizzi, che è ritornato alla conduzione del programma dopo nove anni. Si tratta della prima edizione a tenersi a Montecatini Terme, dopo che l'organizzazione ha dovuto rinunciare alla "storica" sede di Salsomaggiore Terme per via di problemi economici. La regia del programma è stata affidata a Stefano Mignucci.
La gara si è svolta in due serate. Nella prima, il 18 settembre, sono state presentate le sessanta finaliste, che alla fine della serata sono state ridotte alla metà tramite un sistema di eliminazione dettato a metà dal televoto ed a metà dalla giuria. Durante la seconda serata, le trenta concorrenti rimaste sono state ultimamente scremate, sino ad arrivare a tre sole concorrenti, dal quale è stata selezionata la vincitrice, la diciottenne  Stefania Bivone di Reggio Calabria. Seconda classificata Mayra Pietrocola di Sannicandro di Bari (BA) e infine terza Sarah Baderna di Piacenza. Ospiti della serata sono stati Lenny Kravitz la prima serata e Giorgia la seconda. Il Patron del concorso Enzo Mirigliani, morì pochi giorni dopo il 26 settembre al Policlinico Agostino Gemelli di Roma, ai suoi funerali sempre a Roma, partecipò anche la neoeletta Miss Italia Stefania Bivone.

## Piazzamenti
| Risultato finale | Concorrente |
| ---------------- | --- |
| Miss Italia 2011 | - – Stefania Bivone |
| 2ª classificata  | - – Mayra Pietrocola |
| 3ª classificata  | - – Sarah Baderna |
| 4ª classificata  | - – Erika Bufano |
| 5ª classificata  | - – Dalila Pasquariello |
| 6ª classificata  | - – Jeannette Sammartino |
| 7ª classificata  | - – Maria Ludovica Perissinotto |
| Top 10           | - – Alessia Cervelli - – Michela Albiani - – Giulia Gambin |
| Top 20           | - – Valentina Vidal - – Alessia Tedeschi - – Eleonora Pierella - – Maria Chiara Farina - – Valentina Canevelli - – Barbara Storoni - – Maria Polverino - – Chiara Caporalini - – Irene Cioni - – Valentina Cammarota                                        |
| Top 30           | - – Ilaria Rocchetti - – Maura Manocchio - – Sara Teodoro - – Grazia Guerrieri - – Daniela Cau - – Maria Falconieri - – Silvia Sanna - – Francesca Scattolini - – Simona Colella - – Maria Selena Filippo Ammessa alla serata finale: - – Giulia Calcaterra |

## Titoli speciali nazionali
- Miss Cinema Veribel: Mara Dall'Armellina
- Miss Eleganza Sì è Lei: Maria Ludovica Perissinotto
- Miss Sorriso Castello Monte Vibiano Vecchio: Sara Izzo
- Miss Ragazza In Gambissime Luciano Barachini: Michela Albiani
- Miss Tecnologia Fidelity Point: Irene Cioni
- Miss Simpatia Esselunga: Eleonora Pierella
- Miss Benessere Specchiasol: Valentina Vidal
- Miss Curve d'Italia Elena Mirò: Valentina Cammarota
- Miss Italia Sport Diadora: Susanna Cicali
- Miss Deborah Milano: Dalila Pasquariello
- Miss Rocchetta Bellezza: Ilaria Rocchetti
- Miss Miluna: Alessia Cervelli
- Miss Peugeot: Sophia Sergio
- Miss Wella Professionals: Stefania Bivone
- Miss Tv Sorrisi e Canzoni: Alessia Tedeschi
- Miss Fair play: Sara Izzo

## Giuria
Giuria tecnica
- Giorgio Pasotti
- Eleonora Abbagnato
- Arianna David
- Stefano Dominella
- Cinzia TH Torrini
- Massimo Sestini
- Silvana Giacobini
- Eva Riccobono
- Enrico Vanzina

Giuria di spettacolo
- Inés Sastre
- Roberta Capua
- Cristina Chiabotto
- Laura Chiatti
- Francesca Neri
- Martina Stella
- Max Biaggi
- Vanessa Hessler
- Cesare Bocci
- Fiona May
- Sebastiano Somma
- Linda Collini
- Christiane Filangieri
- Daniela Ferolla
- Barbara Clara
- Luca Dotto
- Stefano Tempesti
- Fabio Scozzoli
- Stefano Pantano

## Le concorrenti
01) Alessia Cervelli (Miss Valle D'Aosta)

02) Martina Invernizzi (Miss Piemonte)

03) Daniela Bertuletti (Miss Lombardia)

04) Nicole Andreolli (Miss Trentino Alto Adige)

05) Valentina Vidal (Miss Friuli Venezia Giulia)

06) Mara Dall'Armellina (Miss Veneto)

07) Miriam Protino (Miss Liguria)

08) Sarah Baderna (Miss Emilia)

09) Maria Paola Parmeggiani (Miss Romagna)

10) Michela Albiani (Miss Toscana)

11) Rebecca Alessi (Miss Umbria)

12) Susanna Faenza (Miss Marche)

13) Maria Ludovica Perissinotto (Miss Abruzzo)

14) Ilaria Rocchetti (Miss Lazio)

15) Dalila Pasquariello (Miss Campania)

16) Maura Manocchio (Miss Molise)

17) Sara Teodoro (Miss Puglia)

18) Stefania Bivone (Miss Calabria)

19) Grazia Guerrieri (Miss Basilicata)

20) Vanessa Cozza (Miss Sicilia)

21) Daniela Cau (Miss Sardegna)

22) Giusy Buonocunto (Miss Cinema Veribel Liguria)

23) Alessia Tedeschi (Miss Cinema Veribel Abruzzo)

24) Sophia Sergio (Miss Cinema Veribel Campania)

25) Maria Falconieri (Miss Cinema Veribel Puglia)

26) Silvia Sanna (Miss Cinema Veribel Sardegna)

27) Silvia D'Onofrio (Miss Eleganza Sièlei Piemonte e Valle D'Aosta)

28) Jennifer Milan (Miss Eleganza Sièlei Veneto)

29) Virginia Cei (Miss Eleganza Sièlei Toscana)

30) Francesca Scattolini (Miss Eleganza Sièlei Marche)

31) Eleonora Pierella (Miss Eleganza Sièlei Lazio)

32) Selene Cropelli (Miss Deborah Milano Lombardia)

33) Claudia Marcassa (Miss Deborah Milano Veneto)

34) Maria Chiara Farina (Miss Deborah Milano Abruzzo)

35) Simona Colella (Miss Deborah Milano Molise)

36) Jeannette Sammartino (Miss Deborah Milano Sicilia)

37) Francesca Piatti (Miss Wella Professionals Lombardia)

38) Valentina Canevelli (Miss Wella Professionals Liguria)

39) Barbara Storoni (Miss Wella Professionals Lazio)

40) Maria Polverino (Miss Wella Professionals Campania)

41) Desirèe Ferlito (Miss Wella Professionals Basilicata)

42) Sabrina Ferrigato (Miss Miluna Trentino Alto Adige)

43) Giulia Gambin (Miss Miluna Veneto)

44) Chiara Caporalini (Miss Miluna Toscana)

45) Margherita Arciprete (Miss Miluna Campania)

46) Mayra Pietrocola (Miss Miluna Puglia)

47) Miriam Dadi (Miss Rocchetta Bellezza Trentino Alto Adige)

48) Paola Ampezzan (Miss Rocchetta Bellezza Emilia-Romagna)

49) Irene Cioni (Miss Rocchetta Bellezza Toscana)

50) Chiara Cavassini (Miss Rocchetta Bellezza Lazio)

51) Maria Selena Filippo (Miss Rocchetta Bellezza Puglia)

52) Elisa Forti (Miss Curve d'Italia Elena Mirò Trentino Alto Adige)

53) Vanessa Zanardo (Miss Curve d'Italia Elena Mirò Veneto)

54) Sara Izzo (Miss Curve d'Italia Elena Mirò Lazio)

55) Valentina Cammarota (Miss Curve d'Italia Elena Mirò Campania)

56) Fabrizia Santarelli (Miss Curve d'Italia Elena Mirò Puglia)

57) Federica Pintus (Miss Wella Professionals Sardegna)

58) Giulia Calcaterra (Miss Italia Sport Piemonte e Valle D'Aosta)

59) Susanna Cicali (Miss Italia Sport Toscana)

60) Erika Bufano (Miss Italia Sport Basilicata)

## Ascolti
| Puntata           | Spettatori | Share  |
| ----------------- | ---------- | ------ |
| 18 settembre 2011 | 2.853.000  | 16,20% |
| 19 settembre 2011 | 5.024.000  | 25,93% |

## Programmi televisivi correlati
Una giornata particolare a spasso con le Miss
Cinque puntate di mezz'ora andate in onda alcuni giorni prima della gara, dal 9 al 14 settembre, a cura di Lorenzo Forges Davanzati, per la regia di Carlantonio Cavazzocca Mazzanti. Le cinque puntate sono state condotte alternativamente da alcune delle finaliste e vincitrici di Miss Italia degli anni precedenti: Elisa Silvestrin, Daniela Ferolla, Pamela Camassa, Maria Perrusi e Beatrice Bocci.
Miss Italia – il Reportage
Due puntate che precedono l'inizio della manifestazione e che sono andate in onda il 15 ed il 17 settembre con la regia di Luca Alcini. È seguita la preparazione delle aspiranti Miss, con reportage sulla città ospitante.
Dopo Miss
Si tratta di un talk show che segue la finale del 19 settembre in cui si discute dell'andamento della gara con i protagonisti dell'edizione.